# Ladenbrunnen
Koordinaten: 50° 9′ 10,8″ N, 12° 12′ 3,6″ O
Der Ladenbrunnen ist eine Quellfassung am Ostrand des Selber Forstes im Landkreis Wunsiedel im Fichtelgebirge in Deutschland. 

## Lage
Der Ladenbrunnen liegt direkt auf der Staatsgrenze zur Tschechischen Republik, bei dem Grenzstein im Grenzabschnitt II/12.

## Geschichte
Aus der „Berg-Historia“ von Johann Wilhelm Kretschmann, die im Jahr 1741 auf Veranlassung des Bayreuther Markgrafen verfasst wurde, erfahren wir, dass 1492 der Kastner zu Wunsiedel, Fritz vom End, ein Bergwerk am Reichsforst und um den Ladenbrunnen gelegen empfangen hat.  Der Ladenbrunnen taucht auch im Landbuch der Sechsämter von 1499 bei der Rainungsbeschreibung des Selber Waldes und bei der Grenzbeschreibung der Selber Markung auf. Auch in der Selber Richteramtsbeschreibung  von 1674 wird der Ladenbrunnen genannt. In einer Landkarte „Districtus Egranus“ von 1719 ist der grenznahe Brunnen eingezeichnet.

## Karten
- Klub českých turistů (Hrsg.): Ašsko a Chebsko (dt. Asch und Eger), Turistická Mapa 1:50.000, Blatt 1, 6. Auflage 2012. ISBN 978-80-7324-334-0